# 633
633 (DCXXXIII na numeração romana) foi um ano comum do século VII, do Calendário Juliano, da Era de Cristo, teve início e fim em uma Sexta-feira, com a letra dominical C. Segundo o horóscopo chinês, foi o ano da Serpente.
| ano completo                       |
| ---------------------------------- |
| Ano comum com início à sexta-feira |

## Eventos
- IV Concílio de Toledo sob a liderança do Arcebispo Isidoro de Sevilha onde se defende os princípios da monarquia electiva.